# Free Download Manager
Free Download Manager, viết tắt là FDM, là trình quản lý tải xuống dành cho Windows, macOS, Linux và Android.
FDM là phần mềm độc quyền, nhưng đã trở thành phần mềm mã nguồn mở và miễn phí giữa các phiên bản 2.5 và 3.9.7. Bắt đầu với phiên bản 3.0.852 (ngày 15 tháng 4 năm 2010), mã nguồn đã có sẵn trong kho lưu trữ Subversion của dự án thay vì được bao gồm trong gói nhị phân. Thay đổi này tiếp tục được áp dụng cho đến các phiên bản 3.9.7. Mã nguồn cho phiên bản 5.0 trở lên không có sẵn và thỏa thuận về Giấy phép Công cộng GNU đã bị xóa khỏi ứng dụng.

## Các tính năng
- GUI hỗ trợ trình bày một số tab nhằm sắp xếp các thể loại tải xuống và cho phép truy cập vào các tính năng khác nhau trong chương trình.
- Chế độ xem thông tin tải xuống hiển thị trên thanh tiến trình của mỗi lần tải xuống, bản xem trước tập tin, ý kiến cộng đồng được viết cho bản tải xuống đó nếu có và nhật ký hiển thị trạng thái kết nối.
- Tăng tốc độ tải xuống[8].
- Dropbox có chức năng kéo và thả tập tin.
- Hỗ trợ tải xuống theo giao thức HTTP và FTP.
- Hỗ trợ tập tin âm thanh/video nâng cao.
- Hỗ trợ tải xuống RTSP/MMS[9].
- Hỗ trợ tải xuống hàng loạt để tải xuống một bộ các tập tin.
- Truyền tập tin phân đoạn: Tách tệp lớn thành nhiều phần nhỏ hơn (được chỉ định trong phần cài đặt của phần mềm) và tải xuống đồng thời.
- Hỗ trợ BitTorrent (dựa trên Libtorrent), hỗ trợ lược đồ Magnet URI.
- Tải xuống Flash Video từ các trang web như YouTube và Google Video (ngoại trừ trên Android[10]).
- Tiếp tục thực hiện các tiến trình tải xuống bị hỏng, nếu được máy chủ cho phép.
- Lựa chọn phần tập tin zip sẽ tải xuống, điều đó cho phép người dùng chỉ tải xuống phần cần thiết của tập tin zip.
- Tải xuống đồng thời từ nhiều máy tính.
- Hỗ trợ điều chỉnh băng thông thông qua ba chế độ lưu lượng có thể được tùy chỉnh: nhẹ, trung bình và nặng.
- Nhập danh sách các URL từ khay nhớ tạm.
- Tích hợp với trình duyệt web đang được sử dụng để theo dõi URL hoặc chức năng sao chép nếu tìm thấy nội dung có thể tải xuống.
- Điều khiển từ xa qua Internet.
- Quản lý tập tin một cách thông minh và lập lịch trình mạnh mẽ.
- Chế độ Portable, người dùng có thể sử dụng phiên bản di động của nó và tránh phải cài đặt và cấu hình chương trình trên mỗi máy tính.
- Bảo vệ khỏi phần mềm gián điệp và phần mềm quảng cáo chủ động bằng cách sử dụng giao tiếp tích cực giữa những người dùng và cũng thông qua phần mềm diệt virus đã cài đặt trên máy tính.

## Các tab
- Tải xuống – Đây là trung tâm của ứng dụng này, đơn giản nó là trình quản lý tải xuống. Người dùng cũng có thể tạo nhóm với các thư mục mà các tệp có phần mở rộng cụ thể sẽ được tải xuống.
- Tải xuống Flash Video – Tính năng này giúp người dùng tải xuống các tệp video FLV từ YouTube, Google Video và nhiều trang web khác.
- Torrents – Cho phép tải xuống các tập tin torrent.
- Bộ lập lịch trình – Người dùng có thể tạo và quản lý danh sách các công việc sẽ được thực hiện tại một thời điểm đặt trước. Các nhiệm vụ bao gồm khởi chạy các chương trình bên ngoài, bắt đầu và dừng tải xuống cũng như tắt máy tính theo mọi cách có thể.
- Trình khám phá trang web – Tính năng này sử dụng giao thức FTP khách.
- Trình quản lý trang web – Tính năng này cho phép người dùng biết cách hoạt động của FDM với các trang web cụ thể, chẳng hạn như các trang web yêu cầu xác thực hoặc số lượng kết nối tải xuống mà một trang web có thể chấp nhận đồng thời từ người dùng.
- HTML Spider – Tính năng này có thể tải xuống một trang web bằng cách theo dõi và tải xuống các liên kết một cách đệ quy.